# Совхозне (Правдинський район)
Совхозне (рос. Совхозное) — селище Правдинського району, Калінінградської області Росії. Входить до складу Желєзнодорожного міського поселення.
Населення —  13 осіб (2015 рік). 

## Населення
| 2002 | 2010 |
| ---- | ---- |
| 26   | ↘13  |